# Schinznach
Schinznach es una comuna suiza del cantón de Argovia

## Ubicación
Está situada en el distrito de Brugg.

## Historia
La comuna es el resultado de la fusión el 1 de enero de 2014 de las antiguas comunas de Oberflachs y Schinznach-Dorf.

## Geografía
La comuna limita al norte con las comunas de Bözberg y Villnachern, al este con Schinznach-Bad, al sur con Veltheim y Auenstein, al oeste con Thalheim, y al noroeste con Zeihen.